# 王柏融
王柏融（1993年9月9日—）為臺灣職業棒球選手，守備位置為外野手及一壘手，外號大王、柏融大王。在2015年中華職棒選秀會Lamigo桃猿以第一輪選進，一入隊後隨即打出聯盟頂尖的水準，在2016年及2017年連續兩年獲選為年度最有價值球員獎；經入札制度後在2019年轉往日本職棒北海道日本火腿鬥士，因表現不理想，在2022年底被降格為育成球員，隔年季中轉為支配下球員。2023年球季後宣布結束旅日生涯。回台後，因季中台鋼雄鷹與樂天桃猿的交易案及議約權轉讓，加盟台鋼雄鷹。

## 早年生涯
王柏融1993年9月9日出生於臺灣屏東縣。國小及國中時期皆在屏東縣就讀，在國小時因為身形瘦小，擔任球隊內野手，打序在後段棒次；國中後期時，體型變得較為結實。青棒時期就讀新北市立穀保家商，為球隊的三壘手。儘管他在此期間擊球的力道及技巧都有很大的成長，但未曾入選中華青棒代表隊，使他曾有放棄的念頭。大學時期就讀文化大學，守備位置轉為外野手的位置，經大學教練廖敏雄的指導後，長打能力快速成長；入選中華成棒代表隊期間，受中華成棒隊客座打擊教練湯米·克魯茲的提點，打擊能力更有所提升。
2014年11月9日於21U世界盃棒球賽代表中華台北，預賽對上韓國，於七局下擊出逆轉比數之三壘安打而一戰成名；最後球隊在冠軍賽以9-0擊敗日本隊，拿下該屆冠軍。而在2015年光州世界大學運動會棒球項目中打敗韓國進軍金牌戰時，賽後霸氣的說：「希望從我們這個世代開始可以一直贏南韓」。當年他參加中華職棒選秀會，在選秀會前就有很高的評價，有些球評認為可能是即戰力的人選。

## Lamigo桃猿
王柏融於2015年中華職棒選秀會以第一輪第四順位被Lamigo桃猿隊選進，以背號9號，月薪10萬加盟，他的應援曲是源自日本柏青嫂機台「緑ドンVIVA!情熱南米編」的歌曲「夢花火」，最初這首歌曲被千葉羅德海洋隊使用，後授權給Lamigo桃猿隊。王柏融在未於二軍的情況下，於2015年9月2日交手義大犀牛隊是他的第一場比賽，先發打第六棒擔任右外野手，他在那場比賽4個打數2支安打，球隊靠者陳冠任的再見安打以5-4贏球，王柏融獲得那場比賽的單場最有價值球員；兩天後交手統一7-ELEVEn獅隊，他在面對投手潘威倫時擊出他職業生涯的第一支全壘打，那場比賽球隊以12-9贏球；在當年球季出賽29場就擊出9支全壘打，111個打數中擊出36支安打及29分打點，打擊率為0.324；當年球隊打進當年度臺灣大賽，在1-3的劣勢下，連贏三場逆轉擊敗中信兄弟隊而拿下總冠軍；他在當年的臺灣大賽擊出2支全壘打，在28個打數中擊出14支安打，打擊率為0.500，獲選當年臺灣大賽的優秀球員獎，當年入圍新人王，雖然沒有入選，但聯盟當年底修改新人王的資格，使門檻從93個打席上修至124個打席，使他在隔年仍然繼續保留新人王的資格。

2018年10月5日，面對投手喬登時擊出全壘打。

王柏融在2016年球季，儘管開季的狀況不是很好，前兩場11個打數僅有1支安打，但之後的一段時間打擊率不斷上升，在4月20日時打擊率已經升至0.434，居全聯盟第一，在4月24日交手統一7-ELEVEn獅隊，他在交手凱力時擊出再見安打，這是他在職業生涯的第一支再見安打；在9月3日交手中信兄弟隊，他單場擊出4支安打，包含單場兩支全壘打，生涯122場出賽累計超過200支安打，超越了羅偉保有的140場而成為聯盟史上最快；當年球季，他出賽116場，在483個打數中擊出200支安打，其中有29支全壘打，打擊率0.414，其中安打數及打擊率皆破聯盟單季的紀錄，拿下安打王、打擊王、金手套獎、最佳十人、年度最有價值球員及年度新人王，但球隊年度戰績墊底，且未拿任何半季冠軍，無緣參與當年度臺灣大賽；之後獲得球團2017-2021年間月薪至少50萬，總值最高可達3180萬的複數年合約。加薪幅度達400%為中職紀錄，加盟一年半後月薪即達50萬，為中華職棒史上非旅外回歸的最快紀錄
在2017年球季開始前，王柏融入選中華職棒明星隊，前往日本與日本隊進行兩場交流賽，他在其中一場一個打席面對太平洋聯盟三振王則本昂大時，擊出帶有兩分打點的全壘打，從此開始受到日本棒球界的關注；他在當年球季出賽115場，在437個打數中擊出178支安打，其中有31支是全壘打，打擊率0.407，拿下安打王、打擊王、全壘打王、打點王、金手套獎、最佳十人及年度最有價值等七項獎項；球隊在當年包辦上下半季冠軍，因此在當年度臺灣大賽有保送一勝的優勢，系列賽中以4-1擊敗中信兄弟隊；他在臺灣大賽的21個打席中獲得保送7次，其餘14個打席皆記打數，擊出6支安打，打擊率0.429。
王柏融在2018年球季，開季打擊率接近四成，一度吸引美國職棒大聯盟球隊的球探注意，但在球季的中期之後，打擊率略有下降，他在當年球季出賽118場，在453個打數中擊出159支安打，其中有17支是全壘打，打擊率0.351，打擊成績較前兩年略有下降，獲得金手套及最佳十人獎；球隊在當年再次包辦上下半季冠軍，因此在當年度臺灣大賽中再度有保送一勝的優勢，系列賽以4-2擊敗統一7-ELEVEn獅隊；他在臺灣大賽的21個打數中擊出8支安打，包含2支全壘打，打擊率0.381；當年10月17日，Lamigo桃猿隊宣佈該年季後取得旅外自由球員資格的王柏融，於台灣大賽結束後，正式啟用旅外入札程序；11月20日日本職棒北海道日本火腿鬥士經由入札程序取得優先議約權，其後火腿隊將有30天議約期來與王柏融的合約進行協商；之後日本火腿鬥士隊以約200萬美金（約6000萬台幣）的轉隊費加上3年總額400萬美金（約1億2000萬台幣）的合約簽下王柏融，他得以在Lamigo桃猿隊三年多的生涯後旅日，Lamigo桃猿隊在隔年1月20日為他舉辦歡送會。

## 北海道日本火腿鬥士

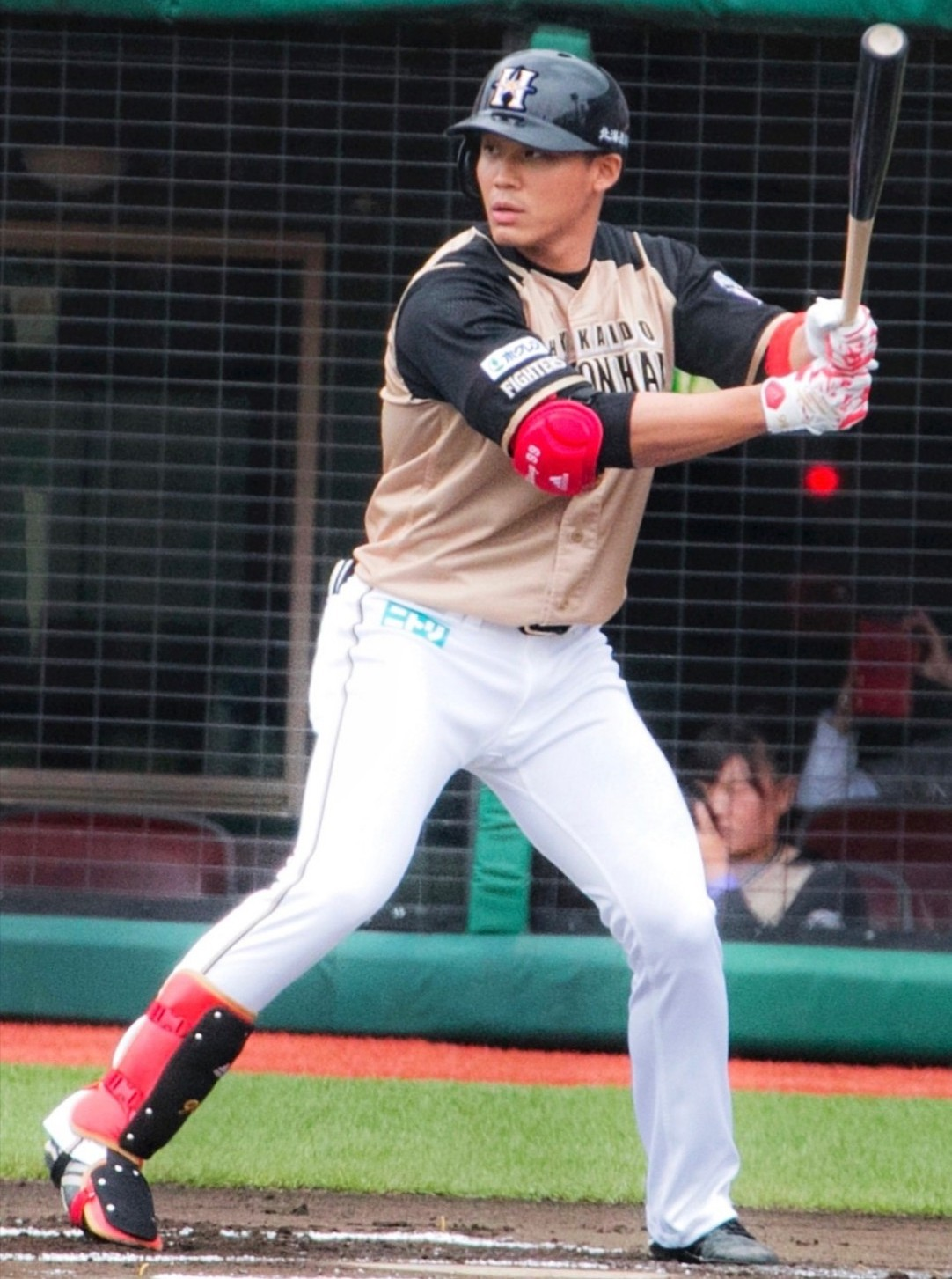
王柏融於北海道火腿鬥士二軍進行復健比賽

2018年12月19日，舉行的加盟記者會中，日本北海道火腿鬥士隊公開已達成了3年長度的複數年合約，3年合約的總額為400萬美金；2019年，是他在日本職棒的第一年，背號為99號，球隊編製新的專屬應援曲；在4月17日交手歐力士野牛隊，對上投手榊原翼的其中一的打席擊出全壘打，這是他在日本職棒的第一支全壘打；4月30日因爲左大腿緊繃而被下放二軍。8月10日肩傷後回到一軍的首場比賽又被觸身球擊中，造成左腳背的骨挫傷。之後在球季後段的9月24日再次被下放二軍，本年度在一軍的球季等同於提前結束；當年球季他出賽88場，306個打數中擊出78支安打，打擊率0.255。
2020年，為王柏融在日本職棒的第二個賽季，因2019冠状病毒病疫情影響而延後至6月份開季，但王柏融開季後表現不佳，在7月26日遭下放至二軍。儘管之後回到一軍，但整季在一軍出賽52場，87個打數中僅有18支安打，打擊率0.207。
2021年，為王柏融在日本職棒的第三個賽季，也是合約的最後一年，但在官辦熱身賽表現不佳，加上傷勢影響，直至4月27日才升至一軍出賽，先在5月8日對上東北樂天金鷲的比賽，面對投手田中將大單場擊出2支二壘安打，在5月12日對上歐力士野牛的比賽，面對投手山本由伸擊出賽季首支全壘打，並在最終戰代打擊出賽季第20支二壘安打，幫助球隊以5:3擊敗千葉羅德海洋，擺脫墊底以第5名作收；他在本賽季出賽95場，252個打數中擊出61支安打，儘管打擊率0.242沒有比2019年好，不過當年球季有9支全壘打、48分打點，整體攻擊指數及得點圈打擊率分別為0.751和0.324，另外也擊出20支二壘打，全壘打、打點、二壘安打、整體攻擊指數及得點圈打擊率皆創3年來個人新高，成為隊內打擊成績第二佳的選手，但仍有面對左投手成績不佳及守備成績不佳的問題，多數時間擔任指定打擊，出場機會受到限制。雖然球團在球季結束後更換總教練，加上已宣佈新洋砲人選，不過球團仍在2021年11月7日宣佈與王柏融續約一年，經紀公司公佈價碼為7000萬日圓另含激勵獎金的價碼續留一年。
王柏融在2022年僅出賽15場，在32個打數中僅有2支安打，沒有全壘打，打擊率0.063為生涯最差；在10月31日被放到戰力外名單；之後在12月5日被降格為育成球員，背號為199號。王柏融2023年球季以育成球員的身分開始，儘管7月底前，在二軍的打擊率只有0.220，不過在7月30日仍被球團升格為支配下球員，背號穿回99號，該年球季在一軍出賽20場，42個打數中擊出10支安打，其中一支是全壘打，打擊率為0.238。

## 台鋼雄鷹

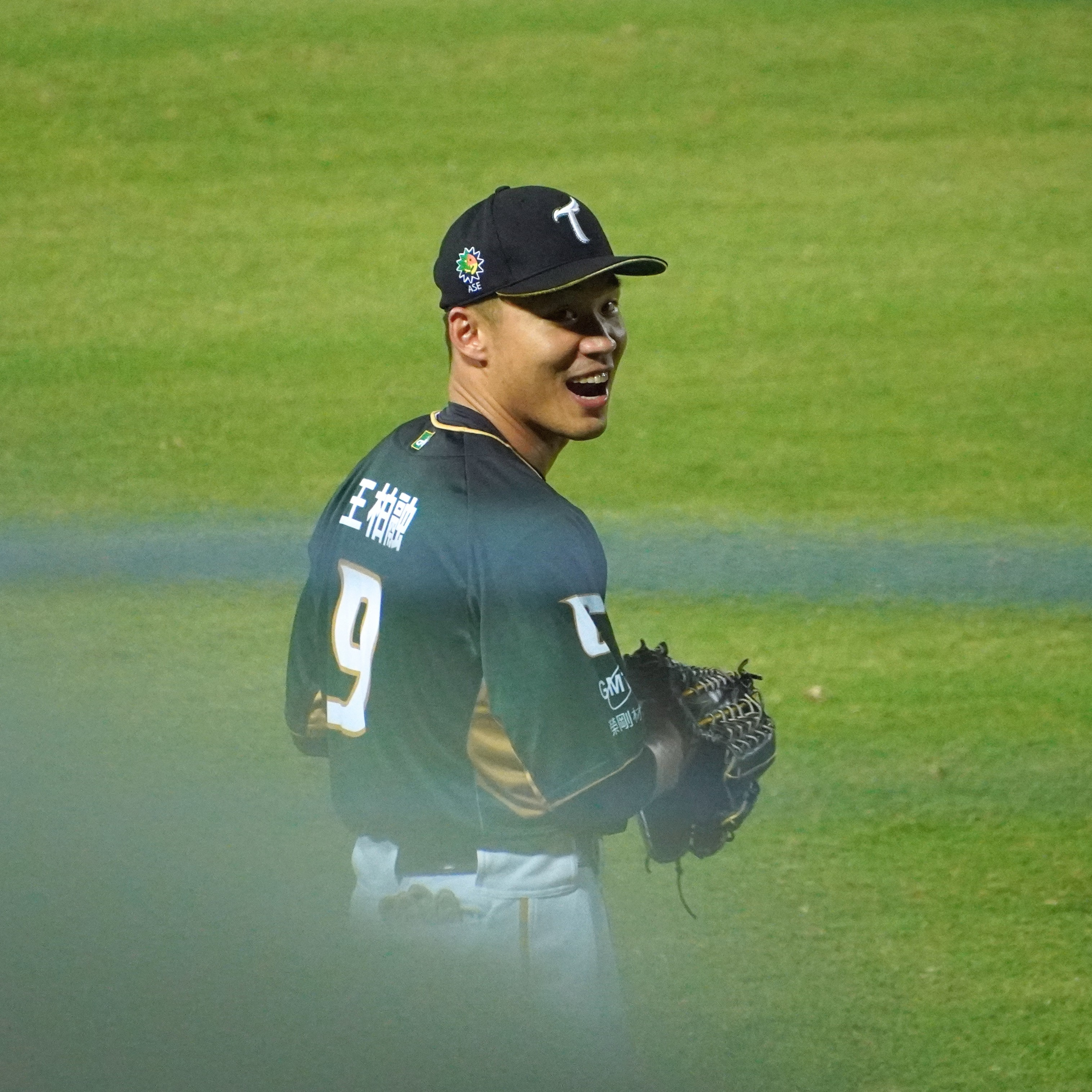
王柏融於台鋼雄鷹隊進行外野守備

2023年12月13日，舉行的加盟記者會中，台鋼雄鷹董事長王炯棻透露與王柏融簽下3年3600萬元合約，當中包含激勵獎金。
2024年4月4日，於台北大巨蛋對戰中信兄弟，5局上面對投手徐基麟敲出全壘打，這發全壘打同時也是台鋼雄鷹隊史的第一發全壘打。。

## 職棒生涯成績

### 中華職棒
| 年度 | 球隊       | 出賽 | 打數 | 安打 | 全壘打 | 打點 | 盜壘 | 三振 | 四死 | 壘打數 | 雙殺打 | 打擊率 | 上壘率 | 長打率 | OPS   |
| ---- | ---------- | ---- | ---- | ---- | ------ | ---- | ---- | ---- | ---- | ------ | ------ | ------ | ------ | ------ | ----- |
| 2015 | Lamigo桃猿 | 29   | 111  | 36   | 9      | 29   | 0    | 9    | 22   | 71     | 2      | 0.324  | 0.377  | 0.640  | 1.017 |
| 2016 | Lamigo桃猿 | 116  | 483  | 200  | 29     | 105  | 24   | 51   | 59   | 333    | 6      | 0.414  | 0.476  | 0.689  | 1.165 |
| 2017 | Lamigo桃猿 | 115  | 437  | 178  | 31     | 101  | 16   | 50   | 44   | 306    | 6      | 0.407  | 0.491  | 0.700  | 1.191 |
| 2018 | Lamigo桃猿 | 118  | 453  | 159  | 17     | 84   | 9    | 51   | 63   | 248    | 7      | 0.351  | 0.446  | 0.547  | 0.993 |
| 2024 | 台鋼雄鷹   | 110  | 403  | 113  | 6      | 60   | 13   | 86   | 70   | 160    | 10     | 0.280  | 0.383  | 0.397  | 0.780 |
| 合計 | 5年        | 488  | 1887 | 686  | 92     | 379  | 62   | 274  | 297  | 1118   | 31     | 0.364  | 0.447  | 0.592  | 1.039 |

- (粗體字為該年度最佳或最高成績)

### 日本職棒
| 年度 | 球隊               | 出賽 | 打數 | 安打 | 全壘打 | 打點 | 盜壘 | 四壞 | 三振 | 壘打數 | 雙殺打 | 打擊率 | 上壘率 | 長打率 | OPS   |
| ---- | ------------------ | ---- | ---- | ---- | ------ | ---- | ---- | ---- | ---- | ------ | ------ | ------ | ------ | ------ | ----- |
| 2019 | 北海道日本火腿鬥士 | 88   | 306  | 78   | 3      | 35   | 1    | 25   | 65   | 100    | 6      | 0.255  | 0.321  | 0.327  | 0.647 |
| 2020 | 北海道日本火腿鬥士 | 52   | 87   | 18   | 2      | 9    | 0    | 6    | 27   | 28     | 2      | 0.207  | 0.263  | 0.322  | 0.585 |
| 2021 | 北海道日本火腿鬥士 | 95   | 252  | 61   | 9      | 48   | 1    | 25   | 70   | 108    | 4      | 0.242  | 0.322  | 0.429  | 0.750 |
| 2022 | 北海道日本火腿鬥士 | 15   | 32   | 2    | 0      | 0    | 0    | 0    | 12   | 3      | 1      | 0.063  | 0.063  | 0.094  | 0.156 |
| 2023 | 北海道日本火腿鬥士 | 20   | 42   | 10   | 1      | 5    | 0    | 3    | 16   | 13     | 1      | 0.238  | 0.289  | 0.357  | 0.646 |
| 合計 | 5年                | 270  | 719  | 169  | 15     | 97   | 2    | 59   | 190  | 254    | 14     | 0.235  | 0.302  | 0.353  | 0.655 |

## 外部連結
- 王柏融的Facebook專頁
- 王柏融的Instagram帳戶
- 王柏融在台灣棒球維基館上的頁面（繁體中文）
- 王柏融在日本職棒官網（英语）
- 王柏融在中華職棒官網
- 王柏融在Baseball-Reference.com（小聯盟以及海外聯盟）（英语）

| 獎項                          | 獎項                                      | 獎項                          |
| ----------------------------- | ----------------------------------------- | ----------------------------- |
| 前任： 林智勝                 | 中華職棒年度最有價值球員 2016-2017年      | 繼任： 陳俊秀                 |
| 前任： 許基宏                 | 中華職棒年度新人王 2016年                 | 繼任： 詹子賢                 |
| 前任： 胡金龍                 | 中華職棒安打王 2016-2017年                | 繼任： 陳傑憲                 |
| 前任： 胡金龍                 | 中華職棒打擊王 2016-2017年                | 繼任： 陳俊秀                 |
| 前任： 林泓育                 | 中華職棒打點王 2017年                     | 繼任： 蔣智賢                 |
| 前任： 高國輝                 | 中華職棒全壘打王 2017年                   | 繼任： 張志豪                 |
| 前任： 詹智堯、羅國龍、余德龍 | 中華職棒金手套獎（外野手） 2016-2018年    | 繼任： 林哲瑄、蘇智傑、張志豪 |
| 前任： 高國輝、張正偉、張建銘 | 中華職棒最佳十人獎（外野手） 2016-2018年  | 繼任： 詹子賢、蘇智傑、藍寅倫 |
| 前任： 藍寅倫                 | 中華職棒總冠軍賽優秀球員獎（勝方） 2015年 | 繼任： 林威廷                 |